# Aetanthus
Aetanthus, biljni rod iz porodice ljepkovki, smješten u podtribus Psittacanthinae. Postoji 16 priznatih vrsta koje su rasprostranjene po sjeveru Južne Amerike, od Perua preko Ekvadora i Kolumbije do Venezuele.
Rod je opisan 1889.

## Vrste
1. Aetanthus andreanus (Tiegh.) Engl.
2. Aetanthus colombianus A.C.Sm.
3. Aetanthus coriaceus Pacz.
4. Aetanthus engelsii (Tiegh.) Engl.
5. Aetanthus macranthus (Hook.) Kuijt
6. Aetanthus megaphyllus Kuijt
7. Aetanthus mutisii (Kunth) Engl.
8. Aetanthus nodosus (Desr.) Engl.
9. Aetanthus ornatus K.Krause
10. Aetanthus ovalis Rusby
11. Aetanthus pascoensis Kuijt
12. Aetanthus prolongatus Kuijt
13. Aetanthus sessilifolius Kuijt
14. Aetanthus tachirensis Kuijt
15. Aetanthus trifolius Kuijt
16. Aetanthus validus Kuijt

## Sinonimi
- Desrousseauxia Tiegh.
- Macrocalyx Tiegh.
- Phyllostephanus Tiegh.